# Cratere Aristoxenus
Aristoxenus è un cratere d'impatto presente sulla superficie di Mercurio, a 84,44° di latitudine nord e 19,95° di longitudine ovest. Il suo diametro è pari a 52,14 km.
Il cratere è dedicato al filosofo greco Aristosseno.